# 大埔話
大埔話，是一種通行於廣東省梅州市大埔縣的客家語方言。根據1987年版的《中國語言地圖集》，大埔話被歸類在客家語粵台片興華小片，而在2012年發布的《中國語言地圖集》第二版則被歸類在客家語粵台片梅惠小片。

## 概況
大埔縣位於梅州市東部，西接梅縣，南臨豐順縣和饒平縣，北與福建省永定縣接壤，東和福建省平和縣鏈接。

## 音韻系統
以下採用的是大埔高陂客家話的音系。

### 聲母
大埔話總共有21個聲母（包括零聲母）。
| p 搬缽糞壁   | pʰ 肺吠騙潑  | m 馬埋梅尾   | f 虎湖赴灰   | v 禾武位物   |
| t 知調跌短   | tʰ 毯添炭甜  | n 泥納年捏   | l 卵律落涼   |              |
| ts 姐皺接浸  | tsʰ 醋初財餿 | s 嫂瘦衫澀   |              |              |
| tʃ 紙指朝照  | tʃʰ 池痴齒趙 | ʃ 匙屎時少   | ʒ 姨易醫衣   |              |
| k 支街狗九寄 | kʰ 筷跪丘舊  | ŋ 艾娘牛驗軟 | h 海鞋喝合喊 | Ǿ 矮暗鴨按惡 |

### 韻母
大埔話總共有65個韻母（包括自成韻母的/m ŋ/）。
| ɿ 租醋蘇獅鋤   | ʅ 池紙豉椅姨           | i 鋸呂魚女米  | e 鞋弟矮洗婿  | a 疤耙茶瓦花  | o 哥多磨坐火  | u 褲豬         | ɯ 肚兔圖       |
| y 于愈雨       | ə 仔（名詞後的小稱詞） | ai 災彩拜蟹界 | au 袍考教燒朝 | ei 雞溪杯退雷 | eu 頭勾口浮餿 | oi 改開礙載蓋  | ia 借寫扯蛇夜  |
| iau 鞘轎舀鷂   | iu 流酒受柚舊          | ui 危虧為龜   | ua 瓜寡跨誇   | uai 外乖怪筷  | uei 貴魏規    | am 蠶龕三敢衫  | em 喊參        |
| im 琴枕針尋心  | iam 減尖驗險嫌         | an 欄蠻碗萬判 | en 限敏凳等層 | on 餐看卵寒閂 | un 損滾墳文   | in 痕親陣神    | ien 捲圈天見   |
| ion 旋選轉船   | iun 準順春裙           | uan 管玩灌關  | yn 巾欣軍雲   | aŋ 坑硬行耕橫 | oŋ 糖浪糠霜撞 | uŋ 窗雙聾空紅  | iaŋ 平病命姓井 |
| ioŋ 娘掌上讓網 | iuŋ 蟲窮濃用種         | uaŋ 梗        | uoŋ 狂光廣    | ap 踏鴿塔甲蠟 | ep 澀         | ip 汁十入濕    | iap 眨夾業脅疊 |
| op 合          | at 擦缽殺罰潑          | et 乞瞎蜜域塞 | it 筆疾日實一 | ot 喝奪渴捋刷 | ut 骨沒術物佛 | iet 雪月缺血鐵 |                |
| iot 說         | iut 律出屈             | uat 刮闊刮國  | ak 百白麥冊軛 | ok 索鶴鑊桌薄 | uk 木讀穀屋福 | iak 石赤炙惜逆 | iok 勺弱腳藥   |
| iuk 叔肉熟麴俗 | uok 郭                 | ŋ 吳五        | m 毋          |               |               |                |                |

### 聲調
大埔話總共有6個聲調，其中平聲入聲分陰陽、上聲去聲不分陰陽。
| 聲調 | 調值 | 調值 | 調值 | 調值 | 例字     |
| 聲調 | 東勢 | 桃源 | 高陂 | 楓朗 | 例字     |
| ---- | ---- | ---- | ---- | ---- | -------- |
| 陰平 | 33   | 33   | 33   | 33   | 貪心餐美 |
| 陽平 | 113  | 13   | 13   | 55   | 麻爐騎甜 |
| 上聲 | 31   | 31   | 31   | 31   | 枕稈淺網 |
| 去聲 | 52   | 52   | 52   | 52   | 姓唱盡看 |
| 陰入 | 2    | 2    | 2    | 2    | 割跌眨腳 |
| 陽入 | 5    | 5    | 5    | 5    | 藥石疾滅 |

## 內部方言

### 分片
大埔客家話可以分成6片，分別是(三河、大麻、青溪、英雅、瑞洲，古野等地未調查)：
1. 縣城湖寮鎮、百侯鎮和岩上鎮。
2. 大埔縣西部銀江
3. 大埔縣南部高陂，音系接近豐順縣砂田、黃金、豐良等方音。
4. 大埔縣北部茶陽、西河、長治，稍似永定客家話。
5. 大埔縣東南部光德、平原、楓朗、雙溪、大東。
6. 大埔縣最南部的桃源。

### 共同共同特點
1. 古溪母字今讀是由[kʰ]。
2. 從母字一律讀[tsʰ]。
3. 古崇母字一律讀[tsʰ]。
4. 古效攝一等和二等未必相同，一等多讀[ɔ]/[ɔu]韻母和古果攝一等字同韻，少數讀[au]韻母和古效攝二等字同韻，二等字一律讀[au]。
5. 古蟹攝開口二四等字今讀為兩韻，“介牌解”字讀[ai]韻母，“鞋矮底雞”等字讀[ɛ]/[ɛi]韻母。
6. 古山攝開口二等見組字今讀齊齒呼韻母。
7. 古山攝合口一等和二等韻不分，均讀[uan]韻母。
8. 古山攝合口三等字今讀[iɔn]韻母。
9. 古蟹攝合口一等定母字“隊”讀送氣聲母[tʰ]（除銀江、長治讀[t]）
10. 古山攝合口三等奉母字，“飯”，一律讀送氣清塞音[pʰ]（除高陂讀[f]）。
11. 古魚韻字“女”，今讀齊齒呼韻母[i]。

### 內部差異

#### 聲母
1. 古泥母和來母逢洪音韻母則不分的有茶陽、西河兩鎮，一律讀[l]（或帶鼻冠濁音的[nd]），其他鄉鎮都能區分（泥母讀[n]，來母讀[l]）；逢細音韻母則不同音，泥讀[ŋ]，來母讀[l]。
2. 古照三聲母今音和照二聲母有別，其中湖寮、百侯、楓朗、雙溪、西河、長治、岩上照三讀[tʂ tʂʰ ʂ]，照二讀[ts tsʰ s]（同精組聲母）。而銀江、高陂、平原、光德、桃源則照三讀[tʃ tʃʰ ʃ]，照二讀[ts tsʰ s]（同精組聲母）；茶陽、大東則是照三和精照二相混，都讀[ts tsʰ s]。
3. 古曉、匣母開口一二等今音湖寮、百侯、高陂、平原、光德、楓朗、桃源、茶陽讀[h]，大東、雙溪、西河、長治、岩上讀[x]。
4. 古曉母三四等今讀頗為複雜。
  1. 桃源多讀h，少數字讀[ʃ]，和書母相混。
  2. 湖寮、大東、平原、光德、楓朗、雙溪、岩上多數字讀[h]，少數字讀[s]或[ʂ]，個別合口字讀[f]。
  3. 銀江多數讀字讀[ʃ]，少數字讀[s]。
  4. 茶陽全讀[s]，西河、長治多讀[ʂ]，少數[s]。
5. 古影、喻母開口三等韻今音有兩類：茶陽、長治讀[j]；湖寮、百侯、銀江、高陂、大東、平原、光德、楓朗、雙溪、桃源、岩上分別讀[z]、[ʒ]或者是[ʐ]。
6. 古影、喻母合口三等韻今音有兩類（除止、曾攝）：銀江、高陂、桃源全讀[ʒ]，茶陽、西河、長治全讀[j]；湖寮、百侯、大東、平原、光德、楓朗、雙溪、岩上有些字讀[j][z][ʐ]，有些字讀[v]聲母。

#### 韻母
1. 古魚韻三等“魚”今音有四類：
  1. 百侯、高陂、大東、平原、光德、楓朗、雙溪、桃源、茶陽、岩上讀自成音節([m][n]或[ŋ])。
  2. 湖寮、銀江讀[ŋi]。
  3. 長治讀[ŋᴇi]。
  4. 西河有兩讀，分別是自成音節的[m]和[ŋi]。
2. 古蟹韻合口一等“外”字有兩類：湖寮、銀江、茶陽、長治讀[ŋai]，百侯、大東、平原、光德、楓朗、雙溪、高陂、桃源、西河、岩上讀[ŋuai]。
3. 古止攝合口今音有兩類：湖寮、百侯、銀江、大東、平原、光德、楓朗、雙溪、桃源、岩上讀[ui]；高陂、茶陽、西河、長治逢見組讀[uei]，其他聲母則是[ɛi][ei][ᴇi]。
4. 古咸、深輔音韻尾今音有三類：
  1. 湖寮、百侯、高陂、大東、平原、光德、楓朗、雙溪、桃源保留了[m]/[p]尾。
  2. 銀江深攝多數字保留了[m]/[p]尾，部分字讀[ŋ]/[k]尾，而深攝則全讀[n]/[t]尾；岩上則是咸攝一等舒聲多數字讀[ŋm]尾，部分字讀[ŋ]尾，咸攝二三四等舒聲多數字讀[ŋ]尾，部分字讀[n]尾，咸攝入聲少數字保留[p]尾，多數字讀[k]尾，深攝則全讀[n]/[t]尾。
  3. 茶陽咸攝多數字讀[n]/[t]尾，部分字讀[ŋ]/[k]尾。深攝則全讀[n]/[t]尾；西河咸攝多數字讀[ŋ]/[k]尾，部分字讀[n]/[t]尾。深攝則全讀[n]/[t]尾；長治則是咸深兩攝全讀[n]/[t]尾。
5. 湖寮、百侯、高陂、大東、平原、光德、楓朗、雙溪、桃源、岩上的古咸洽韻部分字今讀齊齒呼韻母，不同於咸攝一等覃合談盍韻；銀江、茶陽、西河、長治古咸洽韻全讀開口呼，和覃合談盍韻相同。
6. 湖寮、百侯、大東、平原、光德、楓朗、雙溪、桃源、岩上古效、山、梗攝開口四等（除影組外）部分字讀開口呼韻母，不同於今讀齊齒呼韻母的三等韻（知照三影組和日母外）；銀江、高陂、茶陽、西河、長治則是兩者相混。
7. 古山攝合口一等見系今音以[ɔ]或[a]為主元音。銀江以[ɔ]為主元音，和山攝開口一等見系相混，其他鎮則是以[a]為主元音,和山攝開口一等見系有別。
8. 古德韻“國”字湖寮、百侯、銀江、高陂、大東、平原、光德、楓朗、雙溪、桃源、岩上帶有u介音；而茶陽、西河、長治則是不帶介音但以[u]為主元音。

#### 聲調
各鎮有6個單字調，分別是平入分陰陽，上去不分陰陽。
1. 大東、雙溪、楓朗、平原、光德古上聲清聲母和古去聲清聲母混同，為“陰仄”，少數古上聲濁聲母和古去聲濁聲母同調，為“陽仄”。
2. 桃源古去聲濁聲母字，一半讀去聲，一半讀陰平。
3. 岩上古去聲濁聲母，多數讀去聲，少數讀上聲。
4. 古平上入次濁聲母各分兩個調類，古平聲次濁聲母“拿毛籠”等字今讀陰平，“樓人忙”等字讀陽平；古上聲次濁聲母“五耳遠”讀上聲或陰仄，“買有冷”等字讀陰平；古入聲次濁聲母“日額肉”等字讀陰入，“辣月綠”讀陽入。
5. 大東、雙溪、楓朗、平原、光德次濁聲母也各分成兩個調類，“妹岸問”等字讀陰仄，“路外慢”讀陽仄。岩上雖然古去聲次濁聲母各有兩個調類，但去聲字維多，讀上聲為少。
6. 古上聲全濁聲母等字分成兩個調類，“坐近重”讀陰平，“倍似”等字讀去聲或陽仄。
7. 湖寮、百侯、銀江、高陂、桃源、大東、雙溪、楓朗、平原、光德古去聲全濁聲母分成兩個調類，“樹大汗飯”等字湖寮、百侯、銀江、高陂讀去聲，大東、雙溪、楓朗、平原、光德讀陽仄，桃源一半讀去聲，一半讀陰平，“隊導校洞”等字湖寮、百侯、銀江、高陂、桃源讀上聲，大東、雙溪、楓朗、平原、光德讀陰仄。
8. 湖寮、光德、雙溪、西河、長治、岩上陰入或陽入有分調現象，主要元音為細音[-ɨ（ɿ，ʅ）-][-i-][-u-]則音高教高，主要元音為洪音[-a-][-ɛ-][-ɔ-]的就音高較低。年紀大大埔人分調清晰明顯，而年輕的則不分調，調值分化如下：

| 例字   | 湖寮 | 雙溪 | 光德 | 西河 | 長治 | 岩上 |
| ------ | ---- | ---- | ---- | ---- | ---- | ---- |
| 接約   | 33   | 44   | 34   | 41   | 31   | 33   |
| 日額肉 | 21   | 32   | 13   | 31   | 31   | 31   |
| 辣月綠 | 55   | 55   | 55   | 44   | 55   | 55   |
| 乏笛學 | 44   | 55   | 55   | 44   | 44   | 44   |